# 嶂州
嶂州，唐朝时设置的州。
貞觀四年（630年）以党项部落置，治所在洛平县（今四川省若尔盖县西）。属静边州都督府。辖境相当今四川省若尔盖县一带。后地入吐蕃，州侨治庆州（治今甘肃庆城县）。旋废。